# E.T.P.M. 701 (schip, 1975)
De E.T.P.M. 701 is een pijpenlegger en kraanponton gebouwd in 1975 door Dubigeon-Normandie voor Entreprise de Travaux Pétroliers Maritimes (ETPM). Het kreeg een Clyde S 52 E kraan met een capaciteit van 650 shortton zwenkend en 925 shortton vast.
In 1978 ging ETPM een samenwerking aan met Mazagon Dock voor de fabricage van platforms voor de ontluikende offshoreindustrie in India. In 1983 nam Mazagon Dock de E.T.P.M. 701 over als Mahavir.
In 1995 verkocht Mazagon de Mahavir aan GAL Offshore Services, een dochteronderneming van Great Eastern Shipping en werd het schip GAL DLB 900 gedoopt. Al in 1997 nam Global Industries het schip over als Global Seminole.
In 2009 kocht Micoperi het schip als Seminole.